# 笠間市

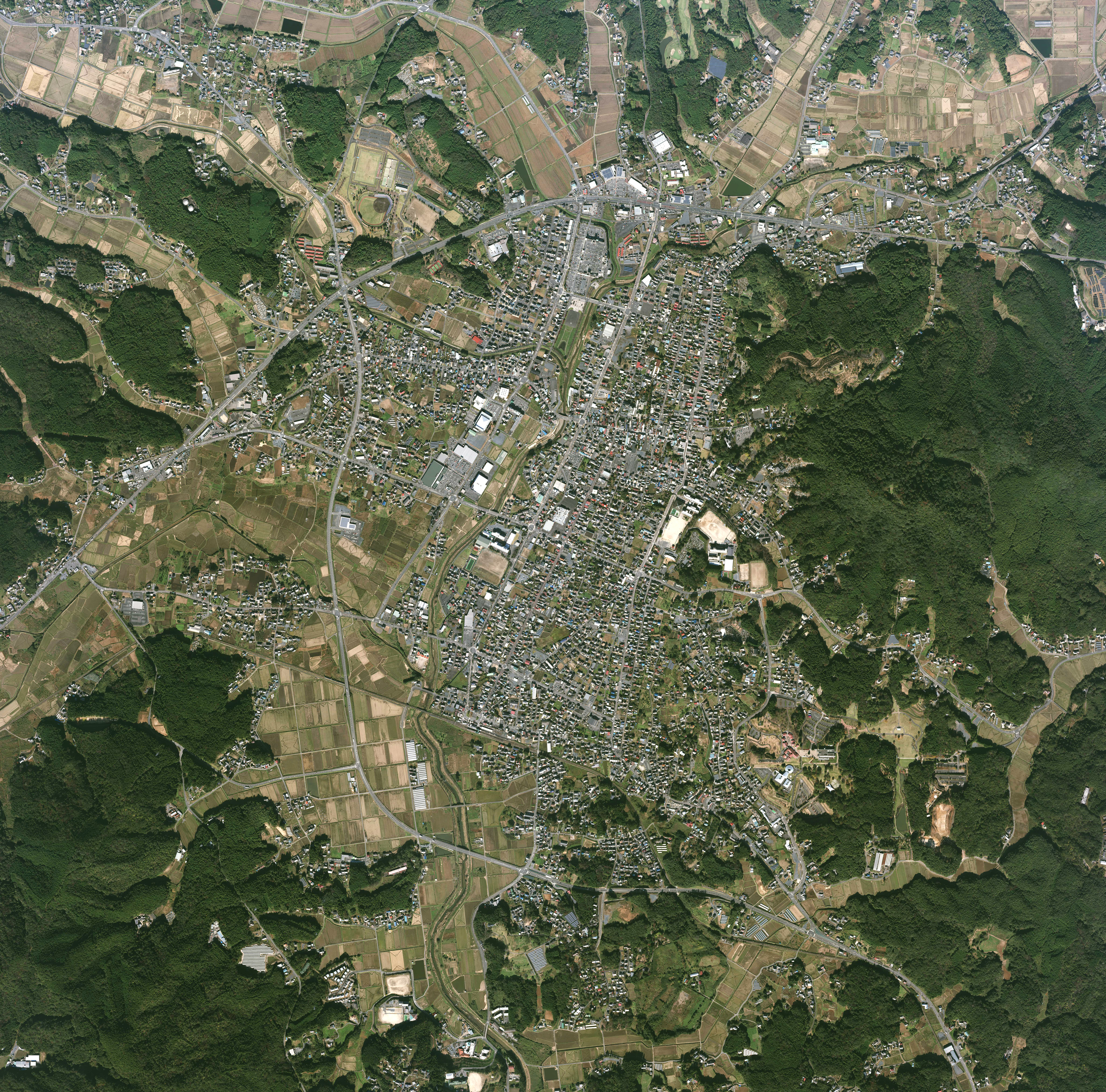
2019年（令和元年）撮影の笠間市中心部周辺の空中写真。同年11月6日撮影の6枚を合成作成。。

笠間市（かさまし）は、関東地方の北東部、茨城県中部の県央地域に位置する市。2006年3月19日に旧・笠間市と旧西茨城郡（友部町、岩間町）の1市2町が新設合併し、新しい笠間市として発足した。
日本三大稲荷に数えられる笠間稲荷神社の鳥居前町、笠間城の城下町として古くから栄えてきた。笠間焼の生産地としても知られ、春や秋に行われる陶器市の時期には多くの観光客で賑わう。

## 地理
茨城県の中部に位置する。市内北部に鶏足山地が穏やかに連なる丘陵地帯、南西部に吾国山や愛宕山などの山列が連なる筑波山地、これらの山地に囲まれて笠間盆地がある。東南部には概ね平坦な台地が広がり、中央を涸沼川が北西部から東部にかけ貫流する。

### 気候
| 笠間（1991年 - 2020年）の気候      | 笠間（1991年 - 2020年）の気候 | 笠間（1991年 - 2020年）の気候 | 笠間（1991年 - 2020年）の気候 | 笠間（1991年 - 2020年）の気候 | 笠間（1991年 - 2020年）の気候 | 笠間（1991年 - 2020年）の気候 | 笠間（1991年 - 2020年）の気候 | 笠間（1991年 - 2020年）の気候 | 笠間（1991年 - 2020年）の気候 | 笠間（1991年 - 2020年）の気候 | 笠間（1991年 - 2020年）の気候 | 笠間（1991年 - 2020年）の気候 | 笠間（1991年 - 2020年）の気候 |
| 月                                 | 1月                           | 2月                           | 3月                           | 4月                           | 5月                           | 6月                           | 7月                           | 8月                           | 9月                           | 10月                          | 11月                          | 12月                          | 年                            |
| ---------------------------------- | ----------------------------- | ----------------------------- | ----------------------------- | ----------------------------- | ----------------------------- | ----------------------------- | ----------------------------- | ----------------------------- | ----------------------------- | ----------------------------- | ----------------------------- | ----------------------------- | ----------------------------- |
| 最高気温記録 °C （°F）             | 17.9 (64.2)                   | 23.6 (74.5)                   | 26.0 (78.8)                   | 31.2 (88.2)                   | 34.4 (93.9)                   | 38.0 (100.4)                  | 38.2 (100.8)                  | 38.2 (100.8)                  | 36.8 (98.2)                   | 33.4 (92.1)                   | 25.2 (77.4)                   | 25.0 (77)                     | 38.2 (100.8)                  |
| 平均最高気温 °C （°F）             | 9.2 (48.6)                    | 10.0 (50)                     | 13.3 (55.9)                   | 18.6 (65.5)                   | 23.0 (73.4)                   | 25.5 (77.9)                   | 29.5 (85.1)                   | 30.9 (87.6)                   | 27.2 (81)                     | 21.7 (71.1)                   | 16.5 (61.7)                   | 11.5 (52.7)                   | 19.7 (67.5)                   |
| 日平均気温 °C （°F）               | 2.4 (36.3)                    | 3.3 (37.9)                    | 6.9 (44.4)                    | 12.1 (53.8)                   | 17.0 (62.6)                   | 20.5 (68.9)                   | 24.4 (75.9)                   | 25.6 (78.1)                   | 22.0 (71.6)                   | 16.2 (61.2)                   | 10.1 (50.2)                   | 4.7 (40.5)                    | 13.8 (56.8)                   |
| 平均最低気温 °C （°F）             | −3.4 (25.9)                   | −2.6 (27.3)                   | 0.7 (33.3)                    | 5.8 (42.4)                    | 11.6 (52.9)                   | 16.4 (61.5)                   | 20.6 (69.1)                   | 21.7 (71.1)                   | 17.9 (64.2)                   | 11.5 (52.7)                   | 4.6 (40.3)                    | −1.0 (30.2)                   | 8.6 (47.5)                    |
| 最低気温記録 °C （°F）             | −13.3 (8.1)                   | −10.9 (12.4)                  | −7.2 (19)                     | −3.9 (25)                     | 0.4 (32.7)                    | 7.5 (45.5)                    | 11.5 (52.7)                   | 12.6 (54.7)                   | 6.3 (43.3)                    | −0.1 (31.8)                   | −4.6 (23.7)                   | −8.0 (17.6)                   | −13.3 (8.1)                   |
| 降水量 mm （inch）                 | 50.2 (1.976)                  | 49.5 (1.949)                  | 97.6 (3.843)                  | 122.0 (4.803)                 | 138.3 (5.445)                 | 143.3 (5.642)                 | 161.4 (6.354)                 | 128.8 (5.071)                 | 190.0 (7.48)                  | 180.7 (7.114)                 | 76.0 (2.992)                  | 45.3 (1.783)                  | 1,383.1 (54.453)              |
| 平均降水日数 （≥1.0 mm）           | 4.7                           | 5.4                           | 9.5                           | 10.2                          | 11.0                          | 12.5                          | 12.4                          | 9.4                           | 11.3                          | 10.6                          | 6.9                           | 5.2                           | 109.3                         |
| 平均月間日照時間                   | 205.7                         | 188.5                         | 192.5                         | 190.7                         | 193.4                         | 135.3                         | 151.7                         | 179.6                         | 136.9                         | 144.6                         | 162.0                         | 184.0                         | 2,063.7                       |
| 出典1：Japan Meteorological Agency |                               |                               |                               |                               |                               |                               |                               |                               |                               |                               |                               |                               |                               |
| 出典2：気象庁                      |                               |                               |                               |                               |                               |                               |                               |                               |                               |                               |                               |                               |                               |

### 隣接する自治体
- 茨城県
  - 水戸市
  - 石岡市
  - 桜川市
  - 小美玉市
  - 東茨城郡茨城町
  - 東茨城郡城里町
- 栃木県
  - 芳賀郡茂木町

### 旧笠間市のデータ
合併前の笠間市（旧笠間市）のデータは右記の通りとなっている。合併後の笠間市（新笠間市）は新設合併で発足した自治体であり、これに伴って旧笠間市は廃止されている。
旧制の笠間市役所本庁舎は、新制では笠間市役所笠間支所となった。

## 人口
| |                                        |  |
| 笠間市と全国の年齢別人口分布（2005年） | 笠間市の年齢・男女別人口分布（2005年） |  |
| ■紫色 ― 笠間市 ■緑色 ― 日本全国 | ■青色 ― 男性 ■赤色 ― 女性              |  |
| 笠間市（に相当する地域）の人口の推移 \| 1970年（昭和45年） \| 65,105人 \| \| \| 1975年（昭和50年） \| 70,067人 \| \| \| 1980年（昭和55年） \| 73,070人 \| \| \| 1985年（昭和60年） \| 75,963人 \| \| \| 1990年（平成2年） \| 77,782人 \| \| \| 1995年（平成7年） \| 80,903人 \| \| \| 2000年（平成12年） \| 82,358人 \| \| \| 2005年（平成17年） \| 81,497人 \| \| \| 2010年（平成22年） \| 79,409人 \| \| \| 2015年（平成27年） \| 76,739人 \| \| \| 2020年（令和2年） \| 73,173人 \| \| |                                        |  |
| 総務省統計局 国勢調査より |                                        |  |
| 1970年（昭和45年） | 65,105人                               |  |
| 1975年（昭和50年） | 70,067人                               |  |
| 1980年（昭和55年） | 73,070人                               |  |
| 1985年（昭和60年） | 75,963人                               |  |
| 1990年（平成2年） | 77,782人                               |  |
| 1995年（平成7年） | 80,903人                               |  |
| 2000年（平成12年） | 82,358人                               |  |
| 2005年（平成17年） | 81,497人                               |  |
| 2010年（平成22年） | 79,409人                               |  |
| 2015年（平成27年） | 76,739人                               |  |
| 2020年（令和2年） | 73,173人                               |  |

## 歴史

### 古代
市内には石山神遺跡、寺平遺跡、行人遺跡など縄文時代前期の遺跡が多く確認されている。

### 中世
平安時代末期には旧友部町域や旧岩間町域を含む涸沼川流域一帯に九条家領の荘園小鶴荘が成立した。寄進したのは平直幹と推定され、その後、源氏の政権が樹立される八田知家が常陸守護職に就いてこの地域を治めた。さらに八田知家の四男家政が宍戸氏を称したことで、この地域は宍戸荘とも呼ばれるようになり、以後15代380年にわたって宍戸氏の統治が続いた。
一方、旧笠間市域では正福寺と徳蔵寺が激しい勢力争いをしていたが、この紛争に乗じて宇都宮頼綱は甥の塩谷時朝を大将とする討伐軍を派遣し、この地を与えられた時朝は笠間を苗字とした。笠間氏による支配が続いたが、豊臣秀吉の小田原征伐の際に18代笠間綱家が主家の宇都宮家に反逆の様子をみせたため宇都宮国綱に滅ぼされた。

### 近世
旧笠間市域では関が原の戦いの翌年に松平康重が3万石で入封して笠間藩が成立した。藩主はめまぐるしく交代したが、延亭4年（1747年）に牧野貞通が8万石で入封してからは牧野氏が治め廃藩まで続いた。
旧友部町域では秋田実季が入部して宍戸藩が成立し、後に水戸藩の支藩となった。
旧岩間町域は宍戸藩のほか、土浦藩、中根氏、丸毛氏、小菅氏などが分割して支配した。

### 近現代
廃藩置県で笠間藩は笠間県、宍戸藩は宍戸県となったが、両県は茨城県に統合された。
第二次世界大戦中まで、友部地区には筑波海軍航空隊の基地があった。配属していた主な隊員に神風特別攻撃隊の隊員として戦死した唯一のプロ野球選手である石丸進一がいる。現在も当時の遺構が多く残り、旧司令部庁舎は現在は記念館として残されており、国内で唯一残っているアブロ 504K陸上練習機などが展示されている。

### 合併の経緯
2002年頃、いわゆる平成の大合併に伴い、旧笠間市、友部町、岩間町で合併協議会を設置。しかし、新しい市の名前について、笠間稲荷神社や笠間焼などの伝統から｢笠間｣の名前を残したい笠間市と、新しく公募を希望する友部町との協議が決裂して笠間市が協議会より離脱する。その後、友部町と岩間町で協議を進めるが、編入合併を主張する友部町と新設合併を主張する岩間町で協議が決裂し、一旦白紙に戻る。
2004年後半になり、改めて合併協議会を設置。その結果、市の名前は笠間市、市役所は旧友部町役場（笠間、岩間は支所となる）、合併方法は新設合併とそれぞれの希望が通るような折衷案がまとまり、2005年3月に合併が正式決定。翌2006年に正式に新笠間市が発足した。

### おもな出来事
- 1889年（明治22年）1月16日 - 水戸鉄道（現在の水戸線）が開業。
- 1895年（明治28年） 11月4日 - 日本鉄道土浦線（現在の常磐線）土浦駅 - 友部駅間が開業。
- 1909年（明治42年）3月5日 - 私立宍戸図書館が開館[3]。
- 1948年（昭和23年）11月15日 - 笠間町営バス運輸部（後の笠間市市営自動車部）を設置、町営バス事業を開始。
- 1953年（昭和28年）5月18日 - 国道122号（現在の国道50号）が制定。
- 1965年（昭和40年）11月12日 - 笠間市市営自動車部廃止、市営バス事業を東武鉄道・関東鉄道に譲渡。
- 1982年（昭和57年）4月1日 - 国道355号（石岡市 - 笠間市）が制定。
- 1984年（昭和59年）3月27日 - 常磐自動車道岩間ICが供用開始。
- 2000年（平成12年）12月2日 - 北関東自動車道友部ICが供用開始。
- 2006年（平成18年）
  - 3月19日 - 旧笠間市、友部町、岩間町が合併し、新制の笠間市が発足。同時に2代目の市章を制定する[4]。(これにより西茨城郡が消滅。)
  - 4月6日 -『広報かさま』が創刊。
  - 4月23日 - 3市町合併に伴う新笠間市長選挙の投票が行われ、元茨城県議会議員の山口伸樹が当選。24日付で新笠間市の初代市長となる。
- 2007年（平成19年）11月14日 - 北関東自動車道笠間西ICが供用開始。
- 2011年（平成23年）3月11日 - 東北地方太平洋沖地震（東日本大震災）発生。市内でも震度6強を観測、多数の被害が出た。
- 2020年（令和2年）2月5日 - 「笠間市スマートシティコンソーシアム」協定を、市内各団体やNTT東日本研究企画部門・茨城支店、中央大学研究開発機構、みちのりホールディングスと締結[5]。
- 2021年（令和3年）3月29日 - 本庁舎のリニューアル工事完了[6]。

### 行政区域変遷
※細かい境界の変遷は省略。
- 変遷の年表

| 笠間市市域の変遷（年表） | 笠間市市域の変遷（年表） | 笠間市市域の変遷（年表） |
| 年                       | 月日                     | 現笠間市市域に関連する行政区域変遷 |
| ------------------------ | ------------------------ | --- |
| 1889年（明治22年）       | 4月1日                   | 町村制施行に伴い、以下の町村がそれぞれ発足。 - 旧笠間市 - 西茨城郡 - 笠間町 ← 笠間町・下市毛村・石井村・日草場村 - 大池田村 ← 大橋村・池野辺村・福田村・飯田村 - 北山内村 ← 箱田村・片庭村・大淵村・寺崎村・日沢村・大郷戸村・石寺村 - 南山内村 ← 上加賀田村・手越村・南吉原村・北吉原村・来栖村・本戸村 - 西山内村 ← 福原村・飯合村・稲田村 - 旧友部町 - 西茨城郡 - 宍戸町 ← 鴻巣村・南友部村・太田町村・平町村・矢野下村・大古山村・南小泉村 - 北川根村 ← 住吉村・湯崎村・長兎路村・仁古田村・随分附村・柏井村 - 大原村 ← 小原村・上市原村・中市原村・下市原村 - 東茨城郡 - 鯉淵村 ← 鯉淵村・下野新田・五平村・高田村 - 旧岩間町 - 西茨城郡 - 岩間村 ← 岩間上郷村・岩間下郷村・吉岡新田・市野谷村・泉村・福島新田 - 南川根村 ← 押辺村・安居村・土師村 |
| 1923年（大正12年）       | 3月1日                   | 岩間村は町制施行し岩間町になる。 |
| 1954年（昭和29年）       | 8月15日                  | 西山内村は改称・町制施行し稲田町になる。 |
| 1954年（昭和29年）       | 11月23日                 | 岩間町と南川根村が合併し岩間町が発足。 |
| 1955年（昭和30年）       | 1月15日                  | 宍戸町・大原村・北川根村が合併し友部町が発足。 |
| 1955年（昭和30年）       | 2月11日                  | 西茨城郡大池田村・北山内村・南山内村と合併し、（新）笠間町となる。 |
| 1955年（昭和30年）       | 2月15日                  | 西茨城郡稲田町を編入。 |
| 1955年（昭和30年）       | 3月31日                  | 鯉淵村の一部（鯉淵・五平の一部）を編入。 |
| 1955年（昭和30年）       | 8月1日                   | 市制施行で笠間市（旧制）となる。 |
| 2006年（平成18年）       | 3月19日                  | 旧笠間市、友部町、岩間町が合併し、新制の笠間市が発足。 |

- 変遷表

| 笠間市市域の変遷表（※細かい境界の変遷は省略） | 笠間市市域の変遷表（※細かい境界の変遷は省略） | 笠間市市域の変遷表（※細かい境界の変遷は省略） | 笠間市市域の変遷表（※細かい境界の変遷は省略） | 笠間市市域の変遷表（※細かい境界の変遷は省略） | 笠間市市域の変遷表（※細かい境界の変遷は省略） | 笠間市市域の変遷表（※細かい境界の変遷は省略）                 | 笠間市市域の変遷表（※細かい境界の変遷は省略） | 笠間市市域の変遷表（※細かい境界の変遷は省略） |
| 1868年 以前                                   | 1868年 以前                                   | 1868年 以前                                   | 明治元年 - 明治22年                           | 明治22年 4月1日                               | 明治22年 - 昭和19年                           | 昭和20年 - 昭和64年                                           | 平成元年 - 現在                               | 現在                                          |
| --------------------------------------------- | --------------------------------------------- | --------------------------------------------- | --------------------------------------------- | --------------------------------------------- | --------------------------------------------- | ------------------------------------------------------------- | --------------------------------------------- | --------------------------------------------- |
| 茨城郡 （西茨城郡）                           |                                               | 上市毛村                                      | 明治11年 笠間町                               | 笠間町                                        | 笠間町                                        | 昭和30年2月11日 笠間町 昭和33年8月1日 市制                    | 平成18年3月19日 笠間市                        | 笠間市                                        |
| 茨城郡 （西茨城郡）                           | 下市毛村                                      |                                               |                                               | 笠間町                                        | 笠間町                                        | 昭和30年2月11日 笠間町 昭和33年8月1日 市制                    | 平成18年3月19日 笠間市                        | 笠間市                                        |
| 茨城郡 （西茨城郡）                           |                                               | 石井村                                        | 明治11年 石井村                               | 笠間町                                        | 笠間町                                        | 昭和30年2月11日 笠間町 昭和33年8月1日 市制                    | 平成18年3月19日 笠間市                        | 笠間市                                        |
| 茨城郡 （西茨城郡）                           | 古町村                                        |                                               | 明治11年 石井村                               | 笠間町                                        | 笠間町                                        | 昭和30年2月11日 笠間町 昭和33年8月1日 市制                    | 平成18年3月19日 笠間市                        | 笠間市                                        |
| 茨城郡 （西茨城郡）                           | 甲山村                                        |                                               | 明治11年 石井村                               | 笠間町                                        | 笠間町                                        | 昭和30年2月11日 笠間町 昭和33年8月1日 市制                    | 平成18年3月19日 笠間市                        | 笠間市                                        |
| 茨城郡 （西茨城郡）                           | 日草場村                                      |                                               |                                               | 笠間町                                        | 笠間町                                        | 昭和30年2月11日 笠間町 昭和33年8月1日 市制                    | 平成18年3月19日 笠間市                        | 笠間市                                        |
| 茨城郡 （西茨城郡）                           |                                               | 大橋村                                        | 大橋村                                        | 大池田村                                      | 大池田村                                      | 昭和30年2月11日 笠間町 昭和33年8月1日 市制                    | 平成18年3月19日 笠間市                        | 笠間市                                        |
| 茨城郡 （西茨城郡）                           | 池野辺村                                      |                                               |                                               | 大池田村                                      | 大池田村                                      | 昭和30年2月11日 笠間町 昭和33年8月1日 市制                    | 平成18年3月19日 笠間市                        | 笠間市                                        |
| 茨城郡 （西茨城郡）                           | 福田村                                        |                                               |                                               | 大池田村                                      | 大池田村                                      | 昭和30年2月11日 笠間町 昭和33年8月1日 市制                    | 平成18年3月19日 笠間市                        | 笠間市                                        |
| 茨城郡 （西茨城郡）                           | 飯田村                                        |                                               |                                               | 大池田村                                      | 大池田村                                      | 昭和30年2月11日 笠間町 昭和33年8月1日 市制                    | 平成18年3月19日 笠間市                        | 笠間市                                        |
| 茨城郡 （西茨城郡）                           |                                               | 上箱田村                                      | 明治11年 箱田村                               | 北山内村                                      | 北山内村                                      | 昭和30年2月11日 笠間町 昭和33年8月1日 市制                    | 平成18年3月19日 笠間市                        | 笠間市                                        |
| 茨城郡 （西茨城郡）                           | 下箱田村                                      |                                               | 明治11年 箱田村                               | 北山内村                                      | 北山内村                                      | 昭和30年2月11日 笠間町 昭和33年8月1日 市制                    | 平成18年3月19日 笠間市                        | 笠間市                                        |
| 茨城郡 （西茨城郡）                           | 間黒村                                        |                                               | 明治11年 箱田村                               | 北山内村                                      | 北山内村                                      | 昭和30年2月11日 笠間町 昭和33年8月1日 市制                    | 平成18年3月19日 笠間市                        | 笠間市                                        |
| 茨城郡 （西茨城郡）                           | 阿弥陀村                                      |                                               | 明治11年 箱田村                               | 北山内村                                      | 北山内村                                      | 昭和30年2月11日 笠間町 昭和33年8月1日 市制                    | 平成18年3月19日 笠間市                        | 笠間市                                        |
| 茨城郡 （西茨城郡）                           | 片庭村                                        |                                               |                                               | 北山内村                                      | 北山内村                                      | 昭和30年2月11日 笠間町 昭和33年8月1日 市制                    | 平成18年3月19日 笠間市                        | 笠間市                                        |
| 茨城郡 （西茨城郡）                           | 大淵村                                        |                                               |                                               | 北山内村                                      | 北山内村                                      | 昭和30年2月11日 笠間町 昭和33年8月1日 市制                    | 平成18年3月19日 笠間市                        | 笠間市                                        |
| 茨城郡 （西茨城郡）                           | 寺崎村                                        |                                               |                                               | 北山内村                                      | 北山内村                                      | 昭和30年2月11日 笠間町 昭和33年8月1日 市制                    | 平成18年3月19日 笠間市                        | 笠間市                                        |
| 茨城郡 （西茨城郡）                           | 日沢村                                        |                                               |                                               | 北山内村                                      | 北山内村                                      | 昭和30年2月11日 笠間町 昭和33年8月1日 市制                    | 平成18年3月19日 笠間市                        | 笠間市                                        |
| 茨城郡 （西茨城郡）                           | 大郷戸村                                      |                                               |                                               | 北山内村                                      | 北山内村                                      | 昭和30年2月11日 笠間町 昭和33年8月1日 市制                    | 平成18年3月19日 笠間市                        | 笠間市                                        |
| 茨城郡 （西茨城郡）                           | 石寺村                                        |                                               |                                               | 北山内村                                      | 北山内村                                      | 昭和30年2月11日 笠間町 昭和33年8月1日 市制                    | 平成18年3月19日 笠間市                        | 笠間市                                        |
| 茨城郡 （西茨城郡）                           |                                               | 上加賀田村                                    | 上加賀田村                                    | 南山内村                                      | 南山内村                                      | 昭和30年2月11日 笠間町 昭和33年8月1日 市制                    | 平成18年3月19日 笠間市                        | 笠間市                                        |
| 茨城郡 （西茨城郡）                           | 手越村                                        |                                               |                                               | 南山内村                                      | 南山内村                                      | 昭和30年2月11日 笠間町 昭和33年8月1日 市制                    | 平成18年3月19日 笠間市                        | 笠間市                                        |
| 茨城郡 （西茨城郡）                           |                                               | 吉原村                                        | 明治11年 南吉原村                             | 南山内村                                      | 南山内村                                      | 昭和30年2月11日 笠間町 昭和33年8月1日 市制                    | 平成18年3月19日 笠間市                        | 笠間市                                        |
| 茨城郡 （西茨城郡）                           |                                               | 吉原村                                        | 明治11年 北吉原村                             | 南山内村                                      | 南山内村                                      | 昭和30年2月11日 笠間町 昭和33年8月1日 市制                    | 平成18年3月19日 笠間市                        | 笠間市                                        |
| 茨城郡 （西茨城郡）                           | 来栖村                                        |                                               |                                               | 南山内村                                      | 南山内村                                      | 昭和30年2月11日 笠間町 昭和33年8月1日 市制                    | 平成18年3月19日 笠間市                        | 笠間市                                        |
| 茨城郡 （西茨城郡）                           | 本戸村                                        |                                               |                                               | 南山内村                                      | 南山内村                                      | 昭和30年2月11日 笠間町 昭和33年8月1日 市制                    | 平成18年3月19日 笠間市                        | 笠間市                                        |
| 茨城郡 （西茨城郡）                           |                                               | 田上村                                        | 明治11年 福原村                               | 西山内村                                      | 西山内村                                      | 昭和29年8月15日 稲田町に町制改称 昭和33年2月15日 笠間町に編入 | 平成18年3月19日 笠間市                        | 笠間市                                        |
| 茨城郡 （西茨城郡）                           | 北中山村                                      |                                               | 明治11年 福原村                               | 西山内村                                      | 西山内村                                      | 昭和29年8月15日 稲田町に町制改称 昭和33年2月15日 笠間町に編入 | 平成18年3月19日 笠間市                        | 笠間市                                        |
| 茨城郡 （西茨城郡）                           | 南中山村                                      |                                               | 明治11年 福原村                               | 西山内村                                      | 西山内村                                      | 昭和29年8月15日 稲田町に町制改称 昭和33年2月15日 笠間町に編入 | 平成18年3月19日 笠間市                        | 笠間市                                        |
| 茨城郡 （西茨城郡）                           | 関戸村                                        |                                               | 明治11年 福原村                               | 西山内村                                      | 西山内村                                      | 昭和29年8月15日 稲田町に町制改称 昭和33年2月15日 笠間町に編入 | 平成18年3月19日 笠間市                        | 笠間市                                        |
| 茨城郡 （西茨城郡）                           |                                               | 飯塚村                                        | 明治11年 飯合村                               | 西山内村                                      | 西山内村                                      | 昭和29年8月15日 稲田町に町制改称 昭和33年2月15日 笠間町に編入 | 平成18年3月19日 笠間市                        | 笠間市                                        |
| 茨城郡 （西茨城郡）                           | 飯岡村                                        |                                               | 明治11年 飯合村                               | 西山内村                                      | 西山内村                                      | 昭和29年8月15日 稲田町に町制改称 昭和33年2月15日 笠間町に編入 | 平成18年3月19日 笠間市                        | 笠間市                                        |
| 茨城郡 （西茨城郡）                           |                                               | 上稲田村                                      | 明治11年 稲田村                               | 西山内村                                      | 西山内村                                      | 昭和29年8月15日 稲田町に町制改称 昭和33年2月15日 笠間町に編入 | 平成18年3月19日 笠間市                        | 笠間市                                        |
| 茨城郡 （西茨城郡）                           | 下稲田村                                      |                                               | 明治11年 稲田村                               | 西山内村                                      | 西山内村                                      | 昭和29年8月15日 稲田町に町制改称 昭和33年2月15日 笠間町に編入 | 平成18年3月19日 笠間市                        | 笠間市                                        |
| 茨城郡 （西茨城郡）                           |                                               | 岩間上郷村                                    | 岩間上郷村                                    | 岩間村                                        | 町制                                          | 昭和29年11月23日 岩間村                                       | 平成18年3月19日 笠間市                        | 笠間市                                        |
| 茨城郡 （西茨城郡）                           | 岩間下郷村                                    |                                               |                                               | 岩間村                                        | 町制                                          | 昭和29年11月23日 岩間村                                       | 平成18年3月19日 笠間市                        | 笠間市                                        |
| 茨城郡 （西茨城郡）                           | 吉岡新田                                      |                                               |                                               | 岩間村                                        | 町制                                          | 昭和29年11月23日 岩間村                                       | 平成18年3月19日 笠間市                        | 笠間市                                        |
| 茨城郡 （西茨城郡）                           | 市野谷村                                      |                                               |                                               | 岩間村                                        | 町制                                          | 昭和29年11月23日 岩間村                                       | 平成18年3月19日 笠間市                        | 笠間市                                        |
| 茨城郡 （西茨城郡）                           | 泉村                                          |                                               |                                               | 岩間村                                        | 町制                                          | 昭和29年11月23日 岩間村                                       | 平成18年3月19日 笠間市                        | 笠間市                                        |
| 茨城郡 （西茨城郡）                           | 福島新田                                      |                                               |                                               | 岩間村                                        | 町制                                          | 昭和29年11月23日 岩間村                                       | 平成18年3月19日 笠間市                        | 笠間市                                        |
| 茨城郡 （西茨城郡）                           |                                               | 押辺村                                        | 押辺村                                        | 南川根村                                      | 南川根村                                      | 昭和29年11月23日 岩間村                                       | 平成18年3月19日 笠間市                        | 笠間市                                        |
| 茨城郡 （西茨城郡）                           |                                               | 上安居村                                      | 明治11年 安居村                               | 南川根村                                      | 南川根村                                      | 昭和29年11月23日 岩間村                                       | 平成18年3月19日 笠間市                        | 笠間市                                        |
| 茨城郡 （西茨城郡）                           | 下安居村                                      |                                               | 明治11年 安居村                               | 南川根村                                      | 南川根村                                      | 昭和29年11月23日 岩間村                                       | 平成18年3月19日 笠間市                        | 笠間市                                        |
| 茨城郡 （西茨城郡）                           | 土師村                                        |                                               |                                               | 南川根村                                      | 南川根村                                      | 昭和29年11月23日 岩間村                                       | 平成18年3月19日 笠間市                        | 笠間市                                        |
| 茨城郡 （西茨城郡）                           |                                               | 鴻巣村                                        | 鴻巣村                                        | 宍戸町                                        | 宍戸町                                        | 昭和30年1月15日 友部町                                        | 平成18年3月19日 笠間市                        | 笠間市                                        |
| 茨城郡 （西茨城郡）                           | 南友部村                                      |                                               |                                               | 宍戸町                                        | 宍戸町                                        | 昭和30年1月15日 友部町                                        | 平成18年3月19日 笠間市                        | 笠間市                                        |
| 茨城郡 （西茨城郡）                           | 太田町村                                      |                                               |                                               | 宍戸町                                        | 宍戸町                                        | 昭和30年1月15日 友部町                                        | 平成18年3月19日 笠間市                        | 笠間市                                        |
| 茨城郡 （西茨城郡）                           | 平町村                                        |                                               |                                               | 宍戸町                                        | 宍戸町                                        | 昭和30年1月15日 友部町                                        | 平成18年3月19日 笠間市                        | 笠間市                                        |
| 茨城郡 （西茨城郡）                           | 矢野下村                                      |                                               |                                               | 宍戸町                                        | 宍戸町                                        | 昭和30年1月15日 友部町                                        | 平成18年3月19日 笠間市                        | 笠間市                                        |
| 茨城郡 （西茨城郡）                           | 大古山村                                      |                                               |                                               | 宍戸町                                        | 宍戸町                                        | 昭和30年1月15日 友部町                                        | 平成18年3月19日 笠間市                        | 笠間市                                        |
| 茨城郡 （西茨城郡）                           | 南小泉村                                      |                                               |                                               | 宍戸町                                        | 宍戸町                                        | 昭和30年1月15日 友部町                                        | 平成18年3月19日 笠間市                        | 笠間市                                        |
| 茨城郡 （西茨城郡）                           |                                               | 住吉村                                        | 住吉村                                        | 北川根村                                      | 北川根村                                      | 昭和30年1月15日 友部町                                        | 平成18年3月19日 笠間市                        | 笠間市                                        |
| 茨城郡 （西茨城郡）                           | 湯崎村                                        |                                               |                                               | 北川根村                                      | 北川根村                                      | 昭和30年1月15日 友部町                                        | 平成18年3月19日 笠間市                        | 笠間市                                        |
| 茨城郡 （西茨城郡）                           | 長兎路村                                      |                                               |                                               | 北川根村                                      | 北川根村                                      | 昭和30年1月15日 友部町                                        | 平成18年3月19日 笠間市                        | 笠間市                                        |
| 茨城郡 （西茨城郡）                           | 仁古田村                                      |                                               |                                               | 北川根村                                      | 北川根村                                      | 昭和30年1月15日 友部町                                        | 平成18年3月19日 笠間市                        | 笠間市                                        |
| 茨城郡 （西茨城郡）                           | 随分附村                                      |                                               |                                               | 北川根村                                      | 北川根村                                      | 昭和30年1月15日 友部町                                        | 平成18年3月19日 笠間市                        | 笠間市                                        |
| 茨城郡 （西茨城郡）                           | 柏井村                                        |                                               |                                               | 北川根村                                      | 北川根村                                      | 昭和30年1月15日 友部町                                        | 平成18年3月19日 笠間市                        | 笠間市                                        |
| 茨城郡 （西茨城郡）                           |                                               | 小原村                                        | 小原村                                        | 大原村                                        | 大原村                                        | 昭和30年1月15日 友部町                                        | 平成18年3月19日 笠間市                        | 笠間市                                        |
| 茨城郡 （西茨城郡）                           | 上市原村                                      |                                               |                                               | 大原村                                        | 大原村                                        | 昭和30年1月15日 友部町                                        | 平成18年3月19日 笠間市                        | 笠間市                                        |
| 茨城郡 （西茨城郡）                           | 中市原村                                      |                                               |                                               | 大原村                                        | 大原村                                        | 昭和30年1月15日 友部町                                        | 平成18年3月19日 笠間市                        | 笠間市                                        |
| 茨城郡 （西茨城郡）                           | 下市原村                                      |                                               |                                               | 大原村                                        | 大原村                                        | 昭和30年1月15日 友部町                                        | 平成18年3月19日 笠間市                        | 笠間市                                        |
| 茨城郡 （東茨城郡）                           |                                               | 鯉淵村の一部                                  | 鯉淵村の一部                                  | 鯉淵村 の一部                                 | 鯉淵村の一部                                  | 昭和30年3月31日 友部町に編入                                  | 平成18年3月19日 笠間市                        | 笠間市                                        |
| 茨城郡 （東茨城郡）                           | 五平村の一部                                  |                                               |                                               | 鯉淵村 の一部                                 | 鯉淵村の一部                                  | 昭和30年3月31日 友部町に編入                                  | 平成18年3月19日 笠間市                        | 笠間市                                        |

## 行政
- 市長：山口伸樹（2006年4月23日就任、5期目）

### 歴代市長
特記なき場合『日本の歴代市長 : 市制施行百年の歩み』などによる。
旧笠間市長
| 代 | 氏名       | 就任                     | 退任                      | 備考 |
| -- | ---------- | ------------------------ | ------------------------- | ---- |
| 1  | 榎並栄     | 1958年（昭和33年）8月1日 | 1963年（昭和38年）3月     |      |
| 2  | 長谷川好三 | 1963年（昭和38年）5月1日 | 1965年（昭和40年）9月15日 |      |
| 3  | 榎並栄     | 1965年（昭和40年）10月   | 1968年（昭和43年）7月     |      |
| 4  | 山口茂     | 1968年（昭和43年）8月    | 1984年（昭和59年）8月     |      |
| 5  | 笹目宗兵衛 | 1984年（昭和59年）8月    | 1994年（平成6年）5月      |      |
| 6  | 磯良史     | 1994年（平成6年）5月     | 2006年（平成18年）3月18日 |      |

笠間市長
| 代 | 氏名     | 就任                      | 退任 | 備考 |
| -- | -------- | ------------------------- | ---- | ---- |
| 1  | 山口伸樹 | 2006年（平成18年）4月23日 | 現職 |      |

### 市役所支所

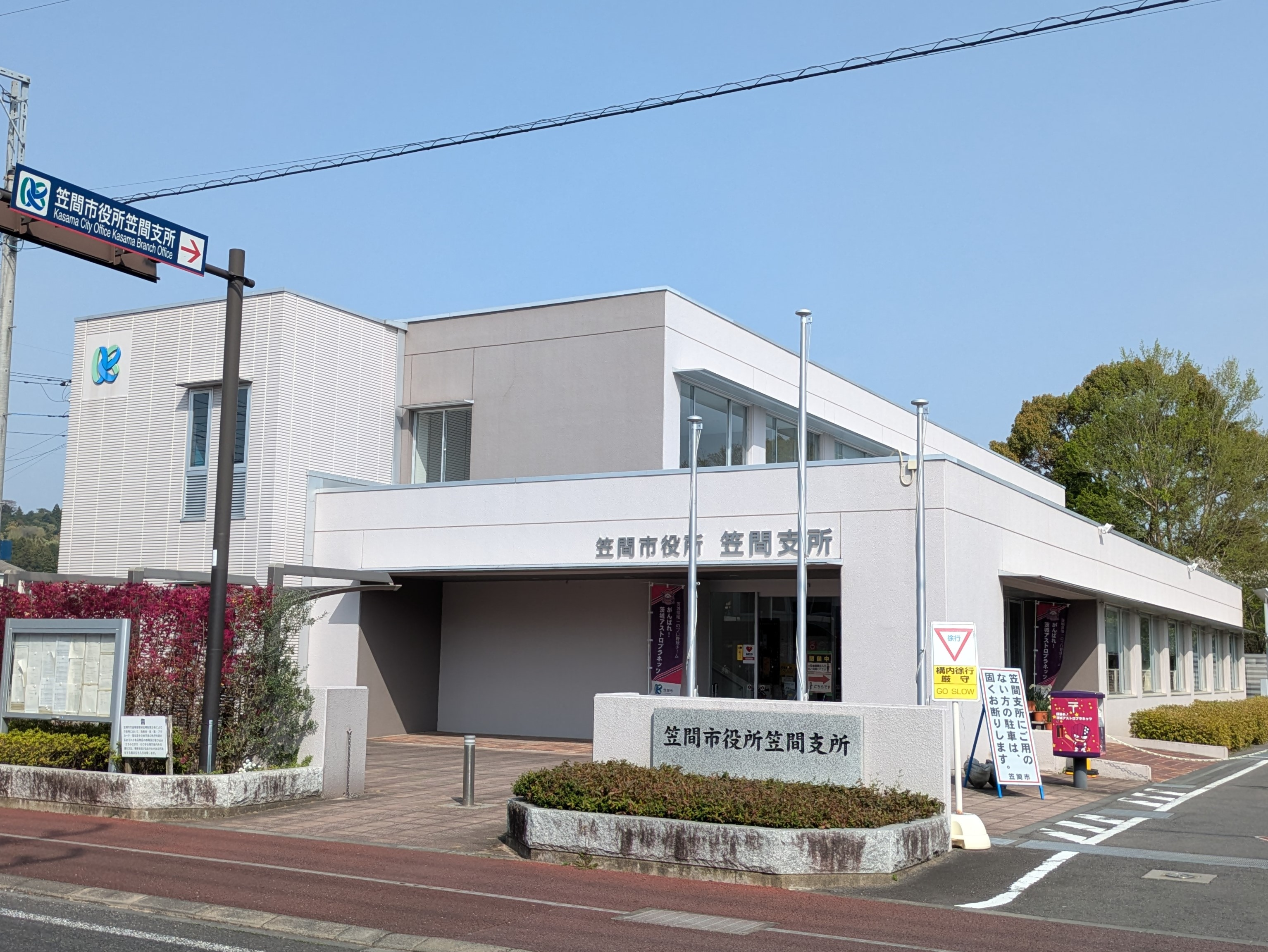
笠間支所

2006年3月19日の合併に伴い、旧友部町役場に市役所本庁舎が置かれ、旧笠間市役所と旧岩間町役場は市役所支所となった。
その後、東日本大震災により笠間支所が被災して使用不可となったため、同地に仮庁舎を建てていたが、2014年3月24日に旧法務局笠間出張所跡地に庁舎を移転した。
- 笠間市役所 本所
  - 〒309-1792 茨城県笠間市中央三丁目2番1号
- 笠間支所
  - 〒309-1698 茨城県笠間市笠間1532番地
- 岩間支所（市民センターいわま）
  - 〒319-0294 茨城県笠間市下郷5140番地

## 議会

### 市議会
- 定数：22人
- 議長：大関久義
- 副議長：内桶克之
- 会派（議席）：政研会（6）、市政会（4）、自民クラブ（3）、かさま未来（3）、［公明党]（2）、[日本共産党]（2）、[無所属]（2）

### 衆議院
- 選挙区：茨城1区（水戸市、笠間市、筑西市、桜川市、城里町）
- 投票日：2024年10月27日
- 当日有権者数：418,446人
- 投票率：51.28％

| 当落 | 候補者名   | 年齢 | 所属党派     | 新旧別 | 得票数   | 重複 |
| ---- | ---------- | ---- | ------------ | ------ | -------- | ---- |
| 当   | 福島伸享   | 54   | 無所属       | 前     | 94,243票 |      |
| 比当 | 田所嘉徳   | 70   | 自由民主党   | 前     | 76,960票 | ○    |
|      | 武藤優子   | 60   | 日本維新の会 | 新     | 23,619票 | ○    |
|      | 高橋誠一郎 | 29   | 日本共産党   | 新     | 14,565票 | ○    |

## 公的施設
- 笠間警察署
- 笠間市消防本部

### 図書館など
- 笠間市立笠間図書館
- 笠間市立友部図書館
- 笠間市立岩間図書館
- 笠間市立歴史民俗資料館
- 笠間市体験学習館「分校」

### 公園・観光など
- 笠間芸術の森公園
- 笠間中央公園
- 北山公園
- 佐白山麓公園
- 笠間つつじ公園
- 笠間工芸の丘
- 笠間クラインガルテン

### スポーツ施設
- 笠間市総合公園
  - 笠間市民球場：2007年（平成19年）から全国高等学校野球選手権大会茨城県予選で使用
- 笠間市民体育館
- ゆかいふれあいセンター
- 笠間市岩間海洋センター
- 笠間市岩間工業団地テニスコート

### 病院
- 笠間市立病院
- 茨城県立中央病院（茨城県災害拠点病院）
- 茨城県立こころの医療センター
- 茨城県立リハビリテーションセンター（廃止）

### 教育研修施設
- 茨城県教育研修センター
- 茨城県狩猟者研修センター

### 研究施設
- 茨城県農業総合センター生物工学研究所
- 茨城県農業総合センター園芸研究所
- 東京大学大学院農学生命学研究科附属牧場

## 自然
- 笠間市片庭の楞厳寺と八幡神社境内はヒメハルゼミの太平洋側の生息地の北限とされ、国指定の天然記念物に指定されている[12]。
- スズランの群生地帯があり、標高100m程度の平地における自生の南限地と考えられている（高地も含めると南限地は広島県世羅町）

## 文化

### 笠間焼
笠間焼は江戸時代中期、安永年間に箱田村（現在の笠間市箱田）の久野半右衛門が、信楽焼の陶工であった長右衛門の指導を受けて窯を築いたことに始まる。
笠間藩の仕法窯として保護され、主に甕やすり鉢など日用雑器の産地となり、江戸に近い利点を活かして大量生産が行われ、明治時代には特に厨房用粗陶品の産地となった。
第二次世界大戦後はプラスチック製品の流入など生活様式の変化から需要が減少したため、県立窯業指導所や窯業団地、笠間焼協同組合などが設立され、厨房用粗陶品から工芸陶器への転換が図られた。1992年（平成4年）には伝統的工芸品に指定された。
なお、2010年（平成20年）6月1日に、特定非営利活動法人地域活性化支援センターが主催する「恋人の聖地プロジェクト」により茨城県で初めて（全国では100番目）「恋人の聖地」として「陶芸の里かさま」が選定された。市全体が選定されている珍しいケースとなっている。

### 武道
- 岩間神信合氣修練会がある岩間地区は合気道の町として知られる。
- 「笠間示現流」という示現流の流派が存在し、現在でも笠間市には示現流の形が伝わっている。
  - 薩摩藩の支藩である佐土原藩経由で延岡藩に伝わり、延岡藩主だった牧野家が笠間に転封になりそのまま幕末まで移動しなかったため、根付いたものと見られる。

## 経済

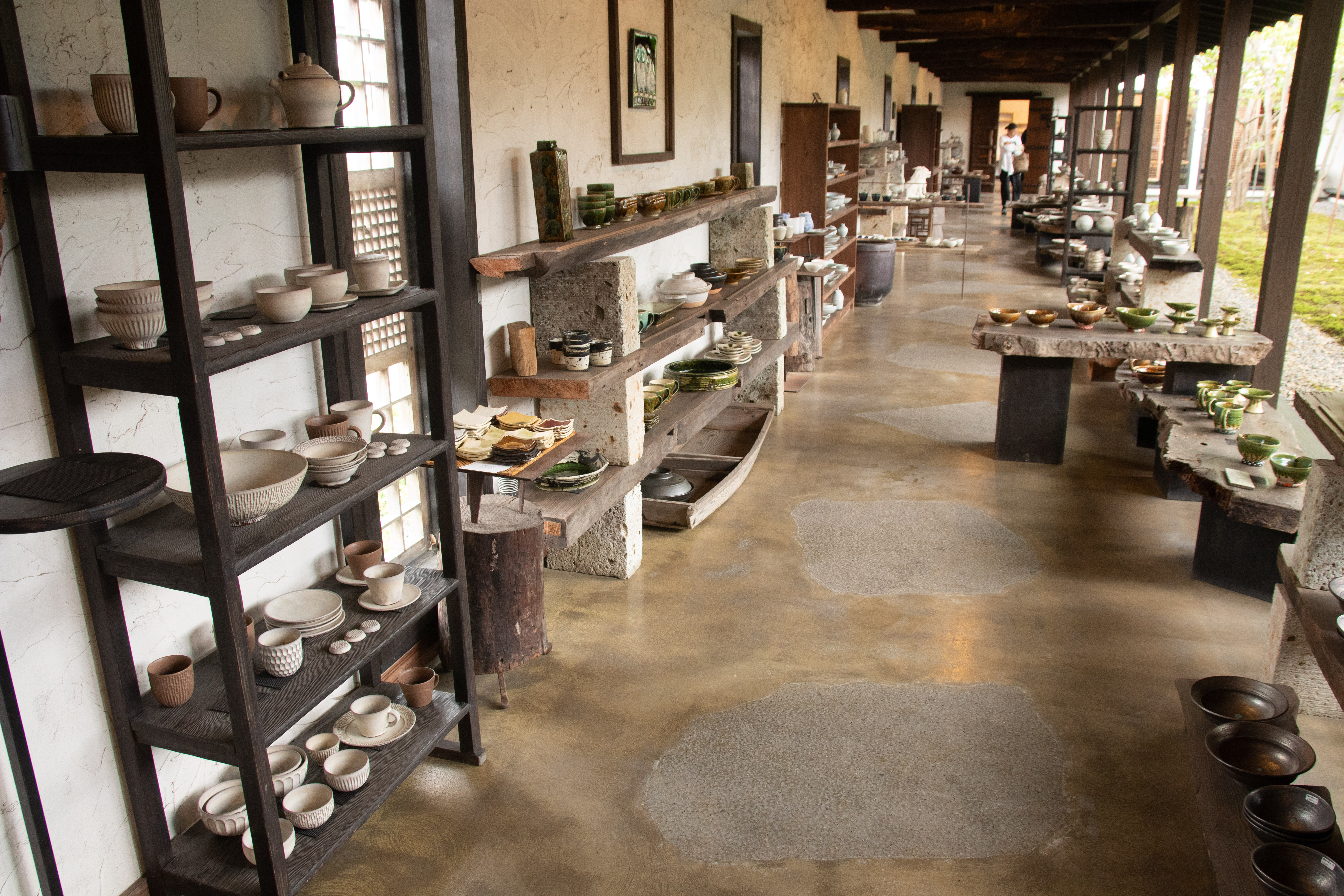
笠間焼

### 産業
友部地区
- キヤノンモールド 本社・第2・第3・桜・C1・D1工場（旧イガリモールド）
- 日本たばこ産業 友部工場
- ジャパンテック 東日本PETボトルMRセンター
- MonotaRO 笠間ディストリビューションセンター
- 筑波エレクトロン
- エア・ウォーター・リアライズ（株）友部工場
- 株式会社オータマ 茨城友部工場

笠間地区
- 大化工業 関東工場
- 関東セキスイ工業 本社工場
- 潤工社 笠間オペレイションズセンター
- ベスパック 関東工場
- カイノス 笠間研究所・笠間工場

岩間地区
- INS(株)岩間センター （旧イトキン岩間工場、現在はイトキンと浪速運送との共同出資物流会社）
- イチカワ 岩間工場
- キヤノン化成 岩間工場
- 金陽社 岩間工場
- 不二製油 関東工場
- 日綜産業 岩間工場
- 三栄プラスチックス 茨城工場

### 特産品
- 笠間焼（江戸時代中期からの伝統工芸品）[15]
- 稲田石 - 稲田地区には日本最大規模の御影石の採掘場があり、明治時代から「稲田石」の産地として知られる。稲田石が使われた建造物として最高裁判所、日本銀行本館、日本橋、東京駅、靖国神社、明治神宮、三井本館、第一生命館、原爆死没者慰霊碑などがある。
- 菊
- 栗 - 茨城県は栗の栽培面積と収穫量ともに全国第一位で、笠間市は特に栗の産地として知られ、栽培面積は県内第一位、収穫量も県内第三位となっている（平成18年度農林水産省統計）[16]。
- 梅

## 姉妹都市・提携都市

### 日本国内
姉妹都市
- 矢板市（栃木県）

鎌倉時代に笠間城を築き上げた笠間時朝と、矢板市にある川崎城主であった塩谷朝業が親子であったことが縁で、1980年7月23日に締結。
- 赤穂市（兵庫県）

赤穂浪士の討ち入りで知られる浅野氏は、赤穂転封の前は笠間藩の藩主をしていた。その縁から、1980年11月7日に締結。
友好都市
- 綾部市（京都府）
2008年2月23日 合気道創始者である植芝盛平にゆかりのある都市として友好都市提携
- 田辺市（和歌山県）
2008年2月23日 植芝盛平にゆかりのある都市として友好都市提携
- 遠軽町（北海道オホーツク総合振興局紋別郡）
2008年2月23日 植芝盛平にゆかりのある都市として友好都市提携

## 主な学校

### 大学校
- 茨城県立笠間陶芸大学校

### 高等学校
- 茨城県立笠間高等学校
- 茨城県立IT未来高等学校
- 学校法人タイケン学園日本ウェルネス高等学校

### 義務教育学校
- 笠間市立みなみ学園義務教育学校（市立南小学校、南中学校を小中一貫教育に移行）

### 特別支援学校
- 茨城県立友部特別支援学校
- 茨城県立友部東特別支援学校

### 中学校
- 笠間市立笠間中学校
- 笠間市立稲田中学校
- 笠間市立友部中学校
- 笠間市立友部第二中学校
- 笠間市立岩間中学校

### 小学校
| - 笠間市立笠間小学校 - 笠間市立稲田小学校 - 笠間市立宍戸小学校 - 笠間市立友部小学校 - 笠間市立友部第二小学校 | - 笠間市立大原小学校 - 笠間市立北川根小学校 - 笠間市立岩間第一小学校 - 笠間市立岩間第二小学校 - 笠間市立岩間第三小学校 |

## インフラ

### 電気
笠間市にはかつて電灯・電力供給会社があった。1910年（明治43年）に笠間電灯所が設立・開業し、1912年（明治45年）に笠間電気株式会社が設立・開業した。

### 電話
- 市外局番は旧笠間市、旧友部町と旧岩間町で異なる。
  - 旧笠間市、旧友部町は0296で桜川市の旧岩瀬町地区、城里町の旧七会村地区と同一のエリア（笠間MA）である。
  - 旧岩間町は0299で石岡市とかすみがうら市の旧千代田町地区、行方市の旧玉造町地区、小美玉市と同一のエリア（石岡MA）である。

## 交通

### 鉄道
- 中心駅：友部駅
- 東日本旅客鉄道（JR東日本）
  - ■常磐線
    - 岩間駅 - 友部駅

  - ■水戸線
    - 福原駅 - 稲田駅 - 笠間駅 -宍戸駅 - 友部駅
- 広範囲な連絡：友部駅より特急「ときわ」利用可能。2015年3月の上野東京ラインの開業により、特急列車を中心に乗換不要で東京駅・品川駅へアクセス可能となる。

### バス
- 茨城交通
  - 高速バス（益子 - 笠間 - 秋葉原駅）
- かさま観光周遊バス（コミュニティバス）

### 道路
高速道路
- E6 常磐自動車道
  - 岩間IC - （友部SA - スマートIC） - 友部JCT
- E50 北関東自動車道
  - 笠間西IC - 笠間PA - 友部IC - 友部JCT

一般国道
- 国道50号
  - 東方面 - 水戸・大洗・鉾田・鹿嶋
  - 西方面 - 筑西・結城・小山・足利・前橋
- 国道355号
  - 南方面 - 石岡・小美玉・行方・潮来・香取
  - 石岡岩間バイパス

道の駅
- かさま

県道
主要地方道
- 栃木県道・茨城県道1号宇都宮笠間線
- 茨城県道16号大洗友部線
- 茨城県道30号水戸岩間線
- 茨城県道39号笠間緒川線
- 茨城県道42号笠間つくば線
- 茨城県道43号茨城岩間線
- 茨城県道52号石岡城里線
- 茨城県道61号日立笠間線
- 茨城県道64号土浦笠間線

一般県道
- 茨城県道105号友部内原線
- 茨城県道109号稲田友部線
- 茨城県道113号真端水戸線
- 茨城県道145号上吉影岩間線
- 茨城県道193号杉崎友部線
- 茨城県道225号鶏足山線
- 茨城県道280号南指原岩間停車場線
- 茨城県道281号平友部停車場線
- 茨城県道289号富谷稲田線
- 茨城県道311号笠間停車場線

## 観光
主な観光地は、旧笠間市に点在している。これは笠間地区が元々笠間稲荷神社の門前町として、また笠間焼の生産地として発展してきた経緯があり、古くから観光に力を入れてきたことによる。

### 観光名所
旧笠間市
- 笠間稲荷神社（胡桃下稻荷、紋三郞稻荷、神位正一位稲荷大明神）
- 常陸国出雲大社（出雲大社常陸分社: 平成4年12月4日 – 平成26年9月15日）
- 稻田神社
  - 手摩乳神社
  - 脚摩乳神社** 八雲神社（牛頭天王社）
- 八坂神社（牛頭天王社） – 笠間八坂神社祇園祭で中心的役割を担う[19]
- 稻田山西念寺（稲田御坊） – 浄土真宗別格本山（単立）
- 佐白山正福寺 – 坂東三十三観音 第23番）
- 笠間六体仏
  - 醫王山護命院岩谷寺 – 薬師如来立像。真言宗智山派[20]
  - 石寺弥勒堂（弥勒教会。旧・功德山馬頭院石城寺彌勒堂） – 木造弥勒菩薩立像。花まつりの4月8日が御開帳（例年拝観）[21][22]。
    - 白山神社
- 佛頂山楞厳寺 – 臨済宗妙心寺派の寺院で、笠間氏歴代の菩提寺
  - 片庭ヒメハルゼミ発生地（国の天然記念物）
- 宍戸藩陣屋表門（県文化財）
- 笠間日動美術館
  - 春風萬里荘
- 笠間芸術の森公園
  - 笠間工芸の丘
  - 茨城県陶芸美術館
- 石切山脈[注釈 1]
- 笹目宗兵衛商店
- 佐白山
  - 笠間城跡
- つつじ公園
- 九ちゃんの家（坂本九が幼少期を過ごした母方の実家）
- かさま歴史交流館井筒屋（東日本大震災で被災・廃業した老舗旅館をリノベーション。坂本九が笠間稲荷参拝の折に定宿としていた[23]）

旧友部町
- 北山公園
- 筑波海軍航空隊記念館
- 宍戸城址土塁跡
- 笠間市立歴史民俗資料館（旧宍戸町役場庁舎）

旧岩間町
- 愛宕神社（愛宕山）
- 滝入不動尊
- 難台山 ニホンスズラン群生地
- 合氣神社

### イベント
旧笠間市
- 初詣（笠間稲荷神社、出雲大社常陸分社）1月1日～
- つつじまつり（つつじ公園）4月中旬～5月上旬
- 陶炎祭（笠間芸術の森公園）5月上旬
- 祇園祭（八坂神社）8月上旬
- 笠間のまつり（市内中心部）8月下旬
- かさま新栗まつり（2018年より旧岩間町から移転）9月下旬
- 笠間菊祭り（笠間稲荷神社）10月中旬～11月下旬
- 匠のまつり・ストーンフェスティバル（笠間芸術の森公園）11月上旬

旧岩間町
- 悪態祭り（愛宕山・飯綱神社）　12月下旬
- かさま新栗まつり（2017年まで。以降は旧笠間市で開催）

## 笠間市ゆかりの有名人・芸能人
- 親鸞 - 浄土真宗の宗祖。稲田の西念寺に約20年滞在。
- 笠間時朝 - 鎌倉時代の武将。笠間氏の始祖。親鸞を稲田に迎え西念寺に滞在させる
- 吉田兼亮 - 赤穂四十七士の一人。足軽頭・加東郡郡代200石。大石良雄の参謀
- 小野寺秀和 - 四十七士。京都留守居役150石。大石良雄の参謀
- 堀部金丸 - 四十七士。江戸留守居役300石。堀部武庸の養父
- 間光延 - 四十七士。馬廻・勝手方吟味役100石
- 十瀬与三衛門長宗 - 郷士。天真正自顕流の創始者
- 村上亘 - 笠間藩士。「剣術の双璧」笠間示現流剣術指南番
- 山本鉄之丞 - 笠間藩士。「剣術の双璧」笠間藩校剣術師範代
- 島男也 - 幕末の志士。笠間藩剣法引立世話役
- 加藤桜老 - 儒学者。長州藩藩校明倫館教授
- 相馬主計 - 新選組隊士。新選組最後の局長
- 小野友五郎 - 数学者、幕府勘定奉行並、咸臨丸艦長
- 宮田栄助 - 実業家。宮田製銃所（宮田工業などを経て、現在のモリタ宮田工業）創業者
- 山下りん - 画家。日本人最初のイコン画家
- 木村武山 - 画家。岡倉覚三（天心）の下で日本画の近代化に尽力
- 高野公男 - 作詞家。大学時代に船村徹と知り合い、コンビを組んで活躍
- 坂本九 - 歌手。戦時中、笠間市に疎開していた。2007年（平成19年）3月4日から、友部駅の発車メロディは「上を向いて歩こう」や「明日があるさ」など笠間市にゆかりのある坂本九の曲が使用されている。
- 野沢拓也 - サッカー元日本代表。鹿島アントラーズ功労賞
- 小沼雄一 - 映画監督
- 川崎真裕美 - 競歩選手。アテネオリンピック・北京オリンピック・ロンドンオリンピック女子20km競歩代表
- 長谷川好三 - 政治家・実業家。元笠間市長
- 長谷川良信 - 教育者。淑徳大学創立者
- 松井康成 - 陶芸家、人間国宝
- 柴田宋休 - 陶芸家、浄土宗僧侶、詩画作家、エッセイスト
- 植芝盛平 - 合気道の創始者。旧岩間町に合氣神社を建立
- 斉藤守弘 - 武道家。合気道師範。合気神社守人
- 町田旭 - 作曲家。代表作「茨城県民の歌」
- 川嶋志乃舞 - 津軽三味線奏者、シンガーソングライター
- 安達勇人 - 歌手・俳優。第10代笠間観光大使
- ナカタ・ユウタ - プロレスラー
- 畑岡奈紗 - プロゴルファー
- 富施郁哉 - プロボクサー
- 今湊敬樹 - フジテレビアナウンサー[24]
- 玉川祐子 - 浪曲曲師
- 星野陸也 - プロゴルファー[25]

## 笠間市ゆかりの架空の人物
- 座頭市（主人公の盲目の侠客である座頭の市は笠間出身という設定）
- 大野あや（アニメ「ガールズ&パンツァー」ウサギさんチーム。笠間市出身という設定）
- 宮部久蔵（『永遠の0』主人公。筑波海軍航空隊の教官を務めていたという設定）

## 合併に伴う市議会の自主解散
2006年（平成18年）11月17日、笠間市議会は合併の在任特例により膨らんだ議会の県内初である自主解散を全会一致で可決した。これは市民団体「笠間市をよくする会」の活動によるものである。
- 6月26日 旧友部地区の住人を中心とした市民団体「笠間市をよくする会」が結成され、在任特例を適用した議会の解散運動を開始。市全域の住人に理解を求めるチラシを配布。
- 7月19日 議会の自主解散と議員定数削減を求め市議会に要望書を提出。
- 7月28日 市議会は「法定協の決定を尊重する」として市民団体の要望を拒否する回答を出した。
- 8月1日 市民団体は議会の回答を不服として議会解散の直接請求に向け署名運動を開始。
- 9月4日 約1760人の署名を添え議員定数を30から25に削減する条例案を直接請求。
- 9月5日 市民団体は議会解散の審議に必要な直接有権者の3分の1を超える署名簿を市選管に提出。
- 9月8日 市民団体の請求に基づき市長は定数削減の条例案を市議会に提案。議会側は調査特別委を設置。
- 10月11日 市民団体が約26600人の署名を添え議会解散を本請求。
- 10月20日 議会側は全協で自主解散と定数を30より28に削減することで合意。
- 11月6日 市議会の在任特例を巡り議会解散の是非を問う住民投票が告示される。
- 11月17日 議会は住民投票の結果を待たず県内初の自主解散を全会一致で可決。
- 12月24日 定数28で出直し市議選の投開票が行われた。
平成の大合併による在任特例で膨らんだ市議会は全国的にも数多く、財政的に危険な自治体で在任特例を採用することは議員に支払う給与が結果的に拡大し「結局合併した意味がなくなってしまう」という指摘がある。反面「それは経過措置で、その時期が過ぎれば経費節減になるのだから決して無意味ではない」という反論も存在する。
実際、茨城県では平成の大合併により誕生した常陸大宮市や常陸太田市、城里町、桜川市では住民により議会の解散を請求され、住民投票に追い込まれたのちに全て9割前後の賛成でいずれの議会も解散した。
新笠間市議会ではそのような前例を踏まえ、議会運営委員長の言葉を借りると
「議員の職務を全うすることが基本だが、住民投票の結果を待つことなく自主的に解散することが住民の負託に対する最大限の配慮」としている。
注:合併時は53人であったが1人は市長選に絡んだ飲食資金の提供による辞職、4人は議会解散に絡む自主辞職と思われる。
同様の例は全国的にも珍しく、山梨県南アルプス市や愛媛県四国中央市等で行われた。